# Saison 8 de Fear the Walking Dead
Chronologie
Saison 7
La huitième et dernière saison de Fear the Walking Dead, série télévisée américaine dérivée de l'univers de The Walking Dead, a été diffusée du 14 mai au 19 novembre 2023 sur AMC.

## Synopsis
Sept ans se sont écoulés depuis que Morgan Jones et Madison Clark ont perdu tout espoir de sauver Mo du Padre. Aujourd’hui, c’est le découragement qui prévaut sur l’île. Morgan, Madison et tous ceux qui vivent avec eux se retrouvent sous la coupe du cynique Padre.

## Distribution

### Acteurs principaux
- Kim Dickens (VF : Rafaèle Moutier) : Madison Clark / Alouette
- Lennie James (VF : Thierry Desroses) : Morgan Jones / Rossignol (épisodes 1 à 6)
- Colman Domingo (VF : Lucien Jean-Baptiste) : Victor Strand / Anton
- Danay García (VF : Ludivine Maffren) : Luciana Galvez
- Austin Amelio (VF : Alexis Victor) : Dwight / Épervier
- Karen David (VF : Ariane Aggiage) : Grace Mukherjee / Heron (épisodes 1 à 5)
- Christine Evangelista (VF : Victoria Grosbois) : Sherry / Cigogne
- Jenna Elfman (VF : Céline Monsarrat) : June Dorie / Busard
- Rubén Blades (VF : Gilbert Lévy) : Daniel Salazar
- Daniel Sharman (VF : Clément Moreau) : Troy Otto (épisodes 7 à 12)

### Acteurs récurrents
- Maya Eshet (VF : Emilie Marié) : Sam Krennick / Effraie
- Zoey Merchant (VF : Jaynélia Coadou) : Morgan ''Mo'' Jones / Fauvette
- Jayla Walton (VF : Lila Lacombe) : Odessa Sanderson / Colombe
- Gavin Warren (VF : Estelle Darazi) : Merle
- Daniel Rashid (VF : Jean-Stan Du Pac) : Ben Krennick / Aigle
- Isha Blaaker (VF : Terrence Amadi) : Frank
- Julian Grey (VF : Simon Herlin) : Klaus
- Randy Bernales (VF : Rémi Bichet) : Russell

### Invités
- Jonathan Medina (VF : Thomas Roditi) : Adrian (épisode 2)
- Michael B. Silver : Major Général Krennick (épisode 3)
- Alexa Nisenson (VF : Lisa Caruso) : Charlie / Tigre de fer (épisode 8)
- Alycia Debnam-Carey (VF : Anouck Hautbois) : Alicia Clark (épisode 12)

## Production

### Développement
Le 5 décembre 2021, la série a été renouvelée pour une huitième et dernière saison,.

### Tournage
Le tournage a commencé en août 2022 et a pris fin durant mars 2023 à Savannah en Georgie.

## Liste des épisodes

### Épisode 1:Rappelle-toi ce qu'ils t'ont pris
- États-Unis : 12 mai 2023 sur AMC+ / 14 mai 2023 sur AMC
- France : 16 mai 2023 sur Canal+ Séries (en VF)

- États-Unis : 560 000 téléspectateurs (première diffusion)

### Épisode 2:Busard
- États-Unis : 19 mai 2023 sur AMC+ / 21 mai 2023 sur AMC
- France : 23 mai 2023 sur Canal+ Séries (en VF)

- États-Unis : 470 000 téléspectateurs (première diffusion)

### Épisode 3:Odessa
- États-Unis : 26 mai 2023 sur AMC+ / 28 mai 2023 sur AMC
- France : 30 mai 2023 sur Canal+ Séries (en VF)

- États-Unis : 470 000 téléspectateurs (première diffusion)

### Épisode 4:Retour au pays
- États-Unis : 2 juin 2023 sur AMC+ / 4 juin 2023 sur AMC
- France : 6 juin 2023 sur Canal+ Séries (en VF)

- États-Unis : 460 000 téléspectateurs (première diffusion)

### Épisode 5:Plus longtemps que tu ne crois
- États-Unis : 9 juin 2023 sur AMC+ / 11 juin 2023 sur AMC
- France : 13 juin 2023 sur Canal+ Séries (en VF)

- États-Unis : 550 000 téléspectateurs (première diffusion)

### Épisode 6:Je vois du sang partout
- États-Unis : 16 juin 2023 sur AMC+ / 18 juin 2023 sur AMC
- France : 20 juin 2023 sur Canal+ Séries (en VF)

- États-Unis : 460 000 téléspectateurs (première diffusion)

### Épisode 7:Anton
- États-Unis : 22 octobre 2023 sur AMC
- France : 24 octobre 2023 sur Canal+ Séries (en VF)

- États-Unis : 540 000 téléspectateurs (première diffusion)

### Épisode 8:Tigre de fer
- États-Unis : 29 octobre 2023 sur AMC
- France : 31 octobre 2023 sur Canal+ Séries (en VF)

- États-Unis : 520 000 téléspectateurs (première diffusion)

- Alexa Nisenson : Charlie

### Épisode 9:Sanctuaire
- États-Unis : 5 novembre 2023 sur AMC
- France : 7 novembre 2023 sur Canal+ Séries (en VF)

- États-Unis : 500 000 téléspectateurs (première diffusion)

### Épisode 10:La garder en vie
- États-Unis : 12 novembre 2023 sur AMC
- France : 14 novembre 2023 sur Canal+ Séries (en VF)

- États-Unis : 470 000 téléspectateurs (première diffusion)

### Épisode 11:Combattre comme vous
- États-Unis : 19 novembre 2023 sur AMC
- France : 21 novembre 2023 sur Canal+ Séries (en VF)

- États-Unis : 440 000 téléspectateurs (première diffusion)

### Épisode 12:La route devant nous
- États-Unis : 19 novembre 2023 sur AMC
- France : 21 novembre 2023 sur Canal+ Séries (en VF)

- États-Unis : 440 000 téléspectateurs (première diffusion)

- Alycia Debnam-Carey : Alicia Clark